# Michel Pignard
Michel Pignard (ur. 1 lutego 1945 roku w Lyonie) – francuski kierowca wyścigowy.

## Kariera
Pignard rozpoczął karierę w międzynarodowych wyścigach samochodowych w 1977 roku od startów w Europejskiej Formule 2, gdzie jednak nie zakwalifikował się do żadnego wyścigu. W późniejszych latach Francuz pojawiał się także w stawce 24-godzinnego wyścigu Le Mans, World Challenge for Endurance Drivers, World Championship for Drivers and Makes oraz FIA World Endurance Championship.